# 't Zandt (Groningen)
 't Zandt (Gronings: 't Zaandt) is een dorp in de gemeente Eemsdelta in de provincie Groningen, Nederland. Tot 1990 was 't Zandt een zelfstandige gemeente.

## Geschiedenis
Het dorp is ontstaan als dijkdorp na de inpoldering van de voormalige Fivelboezem in de veertiende eeuw door monniken van het klooster Bloemhof. De naam verwijst naar een zandrug in de oude boezem. Dorpsbewoners wonen niet ín 't Zandt, maar óp 't Zandt.
De hervormde kerk van 't Zandt dateert uit de 13e eeuw en was oorspronkelijk gewijd aan Maria. De kerk heeft een eveneens 13e-eeuwse vrijstaande toren met houten spits. In 1856 werd een gereformeerde kerk gebouwd in het dorp.
Een opmerkelijk pand in het dorp (op het voormalige grondgebied van het dorp Leermens), is de zogenaamde sarrieshut bij Ter Horn. Deze hoorde bij de voormalige molen, de Leermenstermolen. Deze is in 1957 afgebroken, één roede ging naar een molen te Warffum.
Even buiten het dorp ligt de boerderij Alberdaheerd. Hier stond vroeger een borg die bewoond werd door het geslacht Alberda. De borg is verdwenen, maar het borgterrein, met gracht, oprijlaan en bomen, is nog aanwezig. In de 21e eeuw bevindt zich hier een sierviskwekerij. Een andere borg was de borg Ompteda, gelegen aan rechterhand van de weg naar Spijk, die in 1750 werd afgebroken. Op deze plek staat de Omtadaburgh, een 19de-eeuwse dwarshuisboerderij die diverse branden heeft doorstaan.
't Zandt is gebouwd op een zandplaat die al bestond in de tijd waarin de dijk op de lijn Godlinze – Schatsborg – Zeerijp als zeewering het achterland tegen het water beschermde. In die tijd liepen wadlopers al van de dijk naar de zandplaat en terug. Ze droegen stokken om de prielen gemakkelijker over te steken. Later hadden de wadlopers mooie wandelstokken. Vandaar de naam van de inwoners "'t Zandster Handstokken". De basisschool in het dorp heet "OBS De Zandplaat".
't Zandt ligt ongeveer zeven kilometer ten noorden van de spoorlijn Groningen - Delfzijl. In de oorspronkelijke plannen zou een spoorweghalte vernoemd worden naar 't Zandt. Later werd de naamgeving veranderd en heeft de halte enkele decennia vanaf 1884 bestaan als stopplaats Oosterwijtwerd.

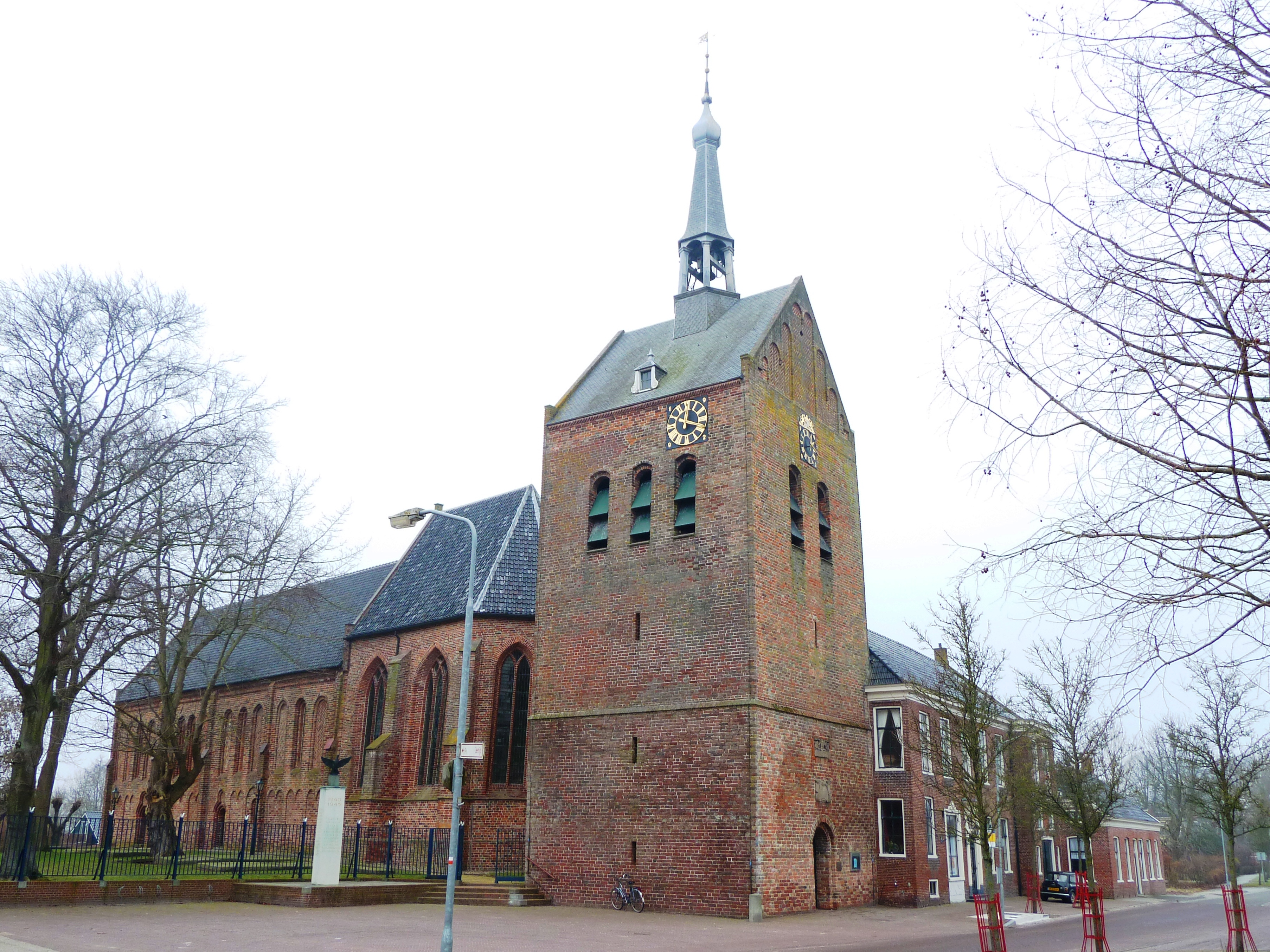
Kerk van 't Zandt
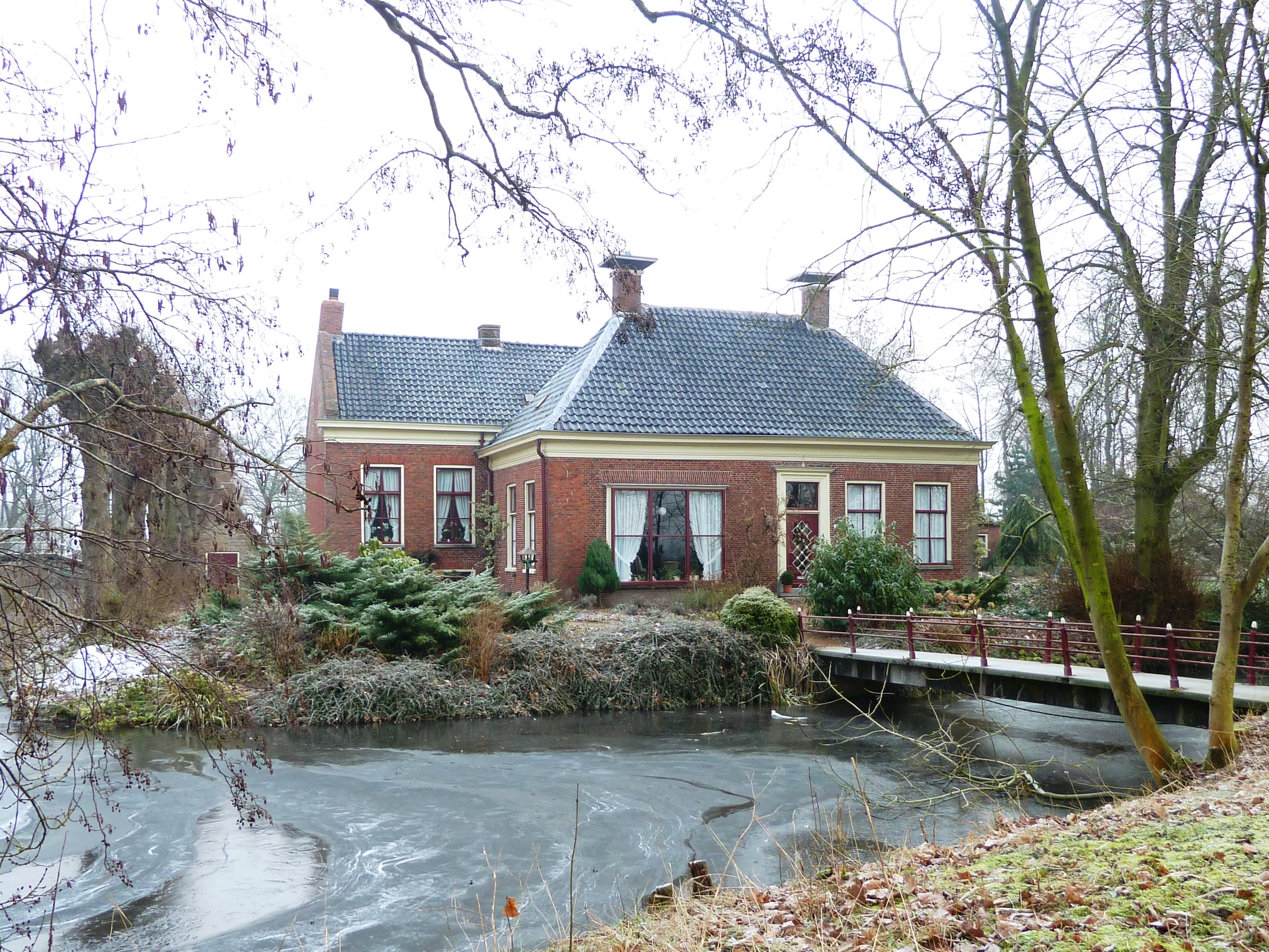
Voorhuis van boerderij Alberdaheerd
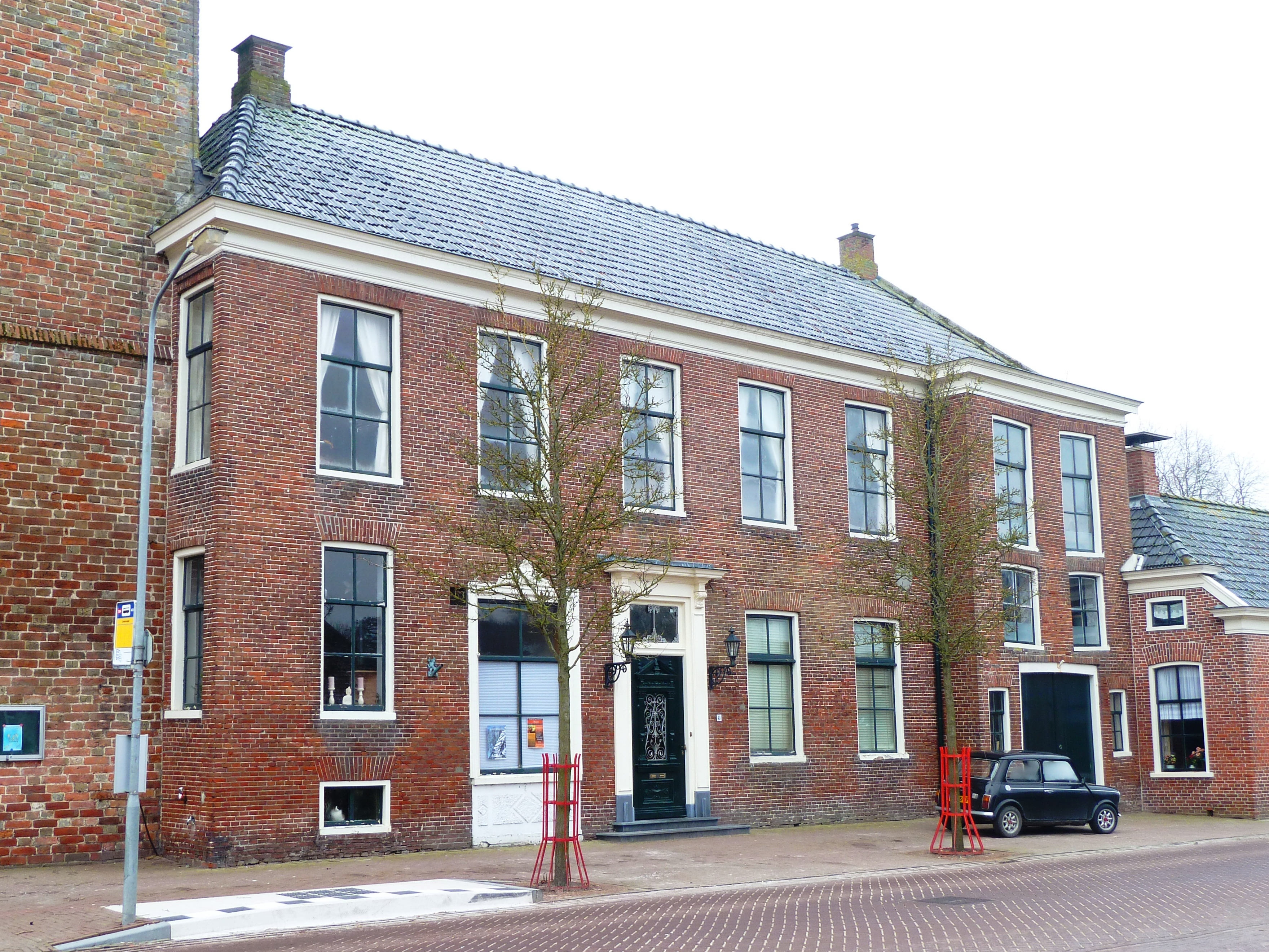
Oude herberg naast de kerk. Tot 1900 tevens gemeentehuis.
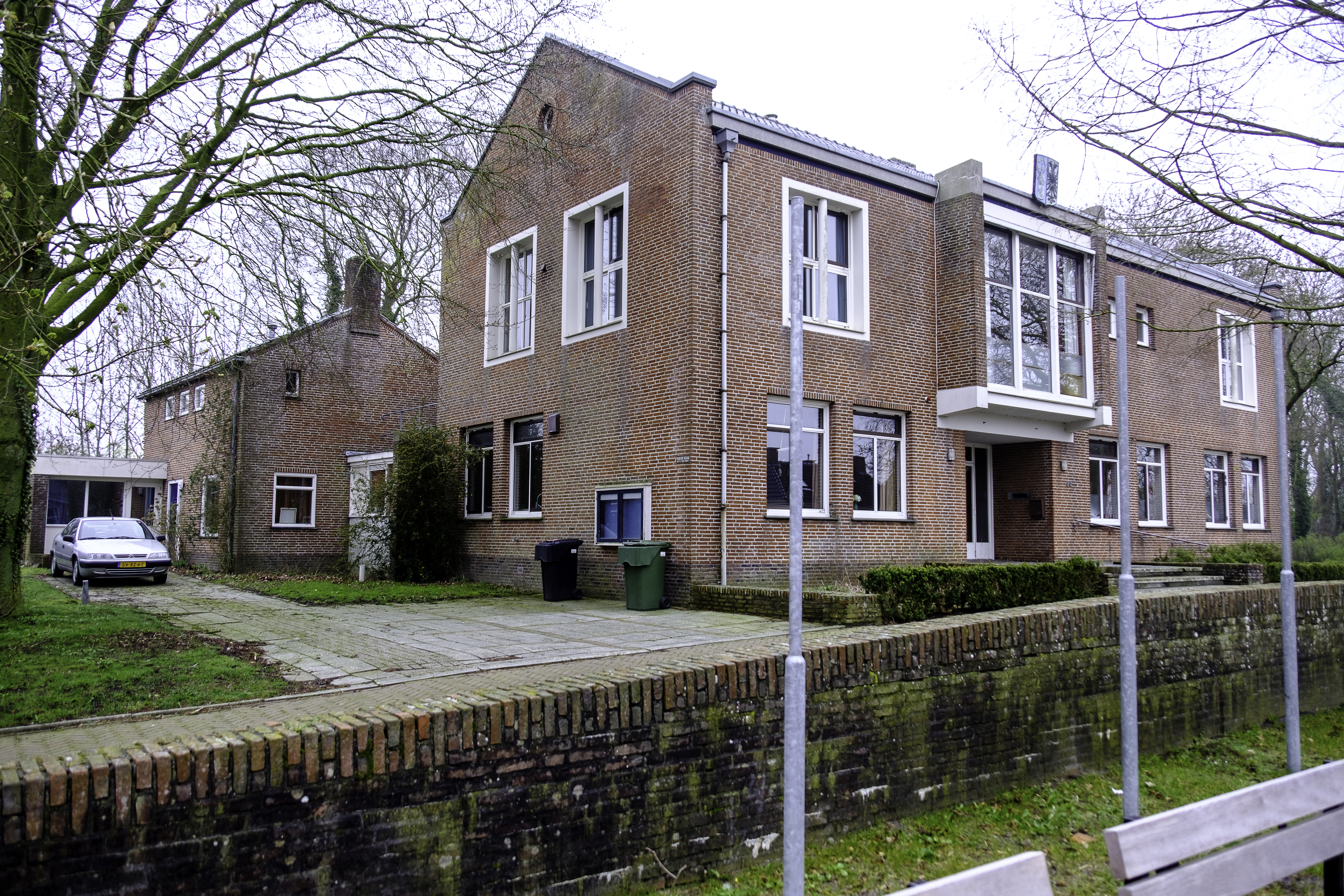
Voormalige gemeentehuis
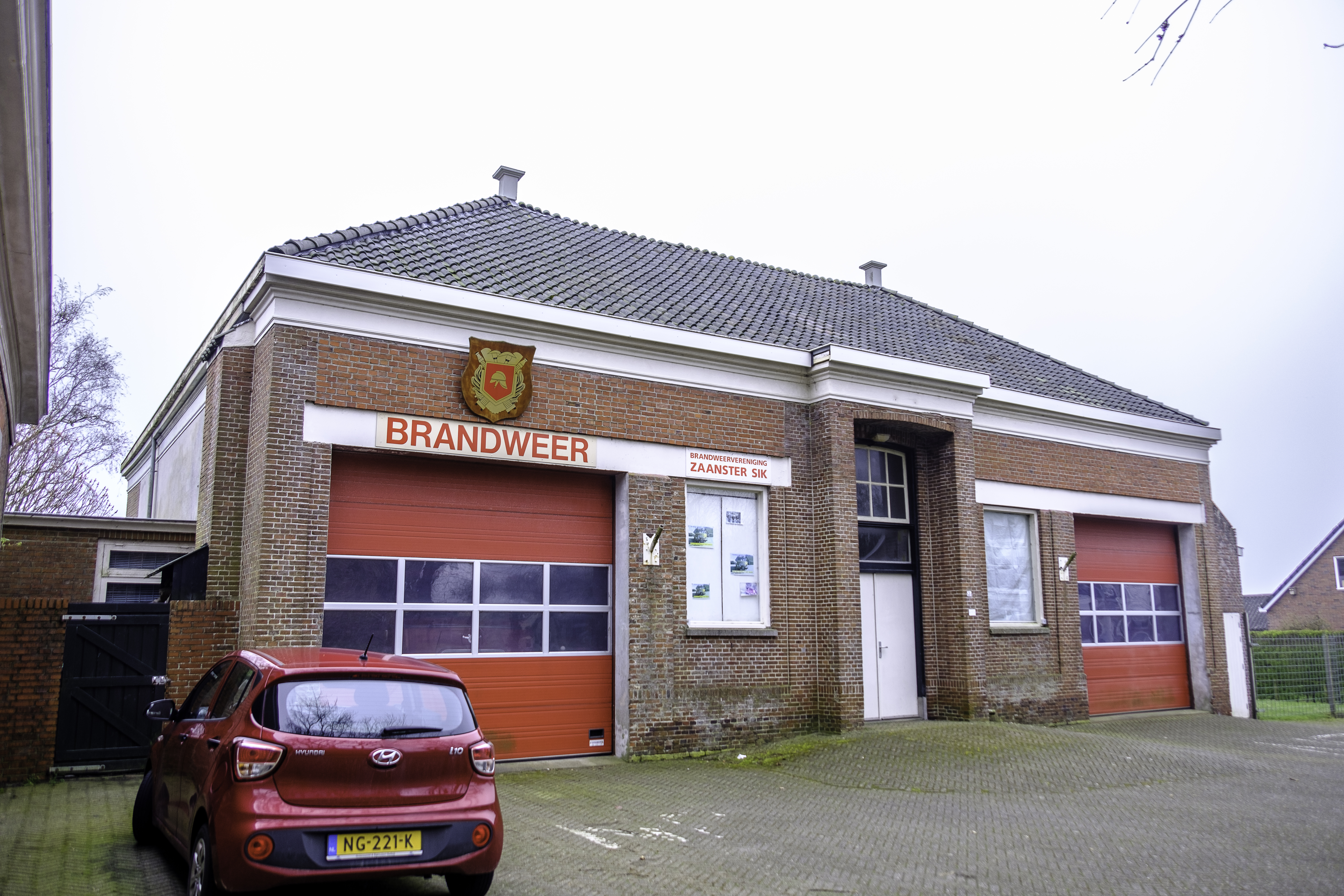
Oude brandweerkazerne uit 1910.
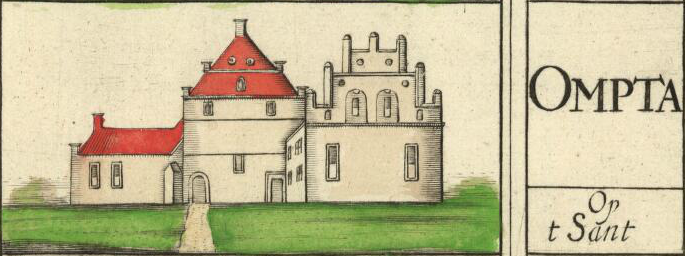
De borg Ompt(ed)a op de kaart van Willem en Frederik Coenders van Helpen (1678)
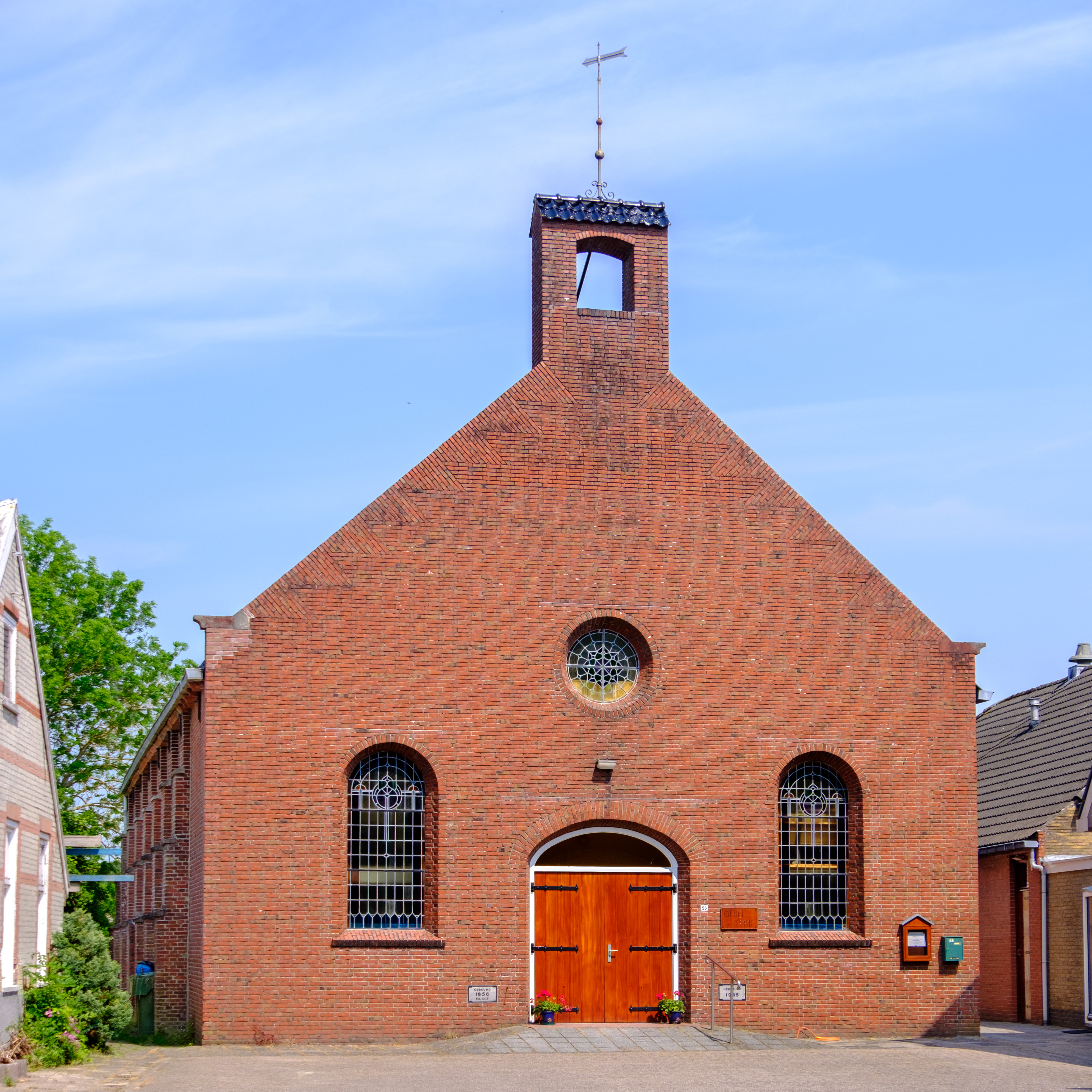
Gereformeerde kerk uit 1856

## Brandstichtingen
In 2003 werd ingebroken in de brandweerkazerne door de latere "pyromaan van 't Zandt" die daarbij onder andere de sleutel van de deur bemachtigde. In 2007 deed hij een poging het pand in brand te steken door een kaars met brandbaar materiaal op zolder te plaatsen. De inbraak werd tijdig ontdekt en door hem achtergelaten sporen leidden mede tot zijn aanhouding door de politie.
In het najaar van 2007 vond een reeks brandstichtingen plaats in 't Zandt. Meerdere leegstaande woningen en schuurtjes gingen in vlammen op, waardoor angst ontstond onder de bewoners. Er werd een 24-uurs politiepost in het dorp gestationeerd, die het dorp in de gaten moest houden. De brandstichtingen trokken veel media-aandacht; in de berichtgeving werd vaak gesproken over "de pyromaan van 't Zandt".
Op 18 december 2007 werd de pyromaan aangehouden, een twintigjarige inwoner van het dorp Johnny B., die door de politie op heterdaad zou zijn betrapt. Op 7 januari 2008 werd de politiepost in het dorp opgeheven. Op 1 december 2008 werd de verdachte veroordeeld tot 24 maanden gevangenisstraf. De rechtbank achtte één brandstichting, twee pogingen daartoe, het versturen van acht dreigbrieven en het bezit van illegaal vuurwerk bewezen.

## Sport en recreatie
Het dorp heeft o.a. een schietvereniging en een volleybalvereniging genaamd 'Set Up'. De plaatselijke voetbalvereniging, VV 't Zandt, werd in juni 2017 opgeheven.
Door 't Zandt loopt de Europese wandelroute E9, ter plaatse ook Noordzeepad of Wad- en Wierdenpad geheten.

## Voormalige gemeente
De gemeente 't Zandt bestond tot 1990 naast het hoofddorp uit de dorpen, gehuchten en buurtschappen: Eenum, De Groeve, Kolhol, Korendijk, Leermens, Lutjerijp, Oosterwijtwerd, Ter Horn, 't Zandstervoorwerk, Zeerijp en Zijldijk.

## Horeca
't Zandt heeft in de loop der jaren enkele horecabedrijven gehad. Vanaf maart 2011 is het dorpshuis nog het enige horecabedrijf in het dorp, nadat in 2010 de kroeg de deuren sloot en in februari 2011 ook jeugdhonk "de Winkel" de deuren moest sluiten.

## Bekende Zandtsters
- Menno Alberda (1642-1699), jonker uit het geslacht Alberda
- Wout Ausma (1928-2012), politicus
- Dirk Heerlijn (1913-1976), verzetsstrijder
- Garmt Kieft (1913-1998), politicus
- Willem Frederik Pastoor (1884-1972), fotograaf
- IJzebrand Rijzebol (1948), politicus
- Eppe Steenwijk (1901-1958), politieagent en de assistent van de SD'er Robert Lehnhoff
- Titia van der Tuuk (1878-1939), feministisch schrijfster
- Loek Vredevoogd (1938), onderwijsbestuurder